# لی وان
لی وان (انگلیسی: Lee Vaughan؛ زادهٔ ۱۷ ژوئیهٔ ۱۹۸۶) بازیکن فوتبال اهل بریتانیا است.
از باشگاه‌هایی که در آن بازی کرده‌است می‌توان به باشگاه فوتبال ترانمره راورز، باشگاه فوتبال والسال، باشگاه فوتبال چلتنهام تاون، باشگاه فوتبال تلفورد یونایتد، و باشگاه فوتبال کیدرمینستر هاریرس اشاره کرد.
وی همچنین در تیم ملی فوتبال England C بازی کرده‌است.